# Sesame Workshop
Sesame Workshop, anteriormente chamado de Children's Television Workshop (CTW), é uma organização sem fins lucrativos estadunidense que foi responsável pela produção de vários programas educacionais para crianças — incluindo seu primeiro e mais conhecido Sesame Street — que foram televisionados internacionalmente. A produtora de televisão Joan Ganz Cooney e o executivo da fundação Lloyd Morrisett desenvolveram a ideia de formar uma organização para produzir Sesame Street, uma série de televisão que ajudaria crianças, especialmente aquelas de famílias de baixa renda, a se prepararem para a escola. Eles passaram dois anos, de 1966 a 1968, pesquisando, desenvolvendo e arrecadando dinheiro para a nova série. Cooney foi nomeado como o primeiro diretor executivo do Workshop, chamado de "um dos desenvolvimentos de televisão mais importantes da década".
Sesame Street estreou como uma série na National Educational Television (NET) nos Estados Unidos em 10 de novembro de 1969 e mudou-se para o sucessor da NET, o Public Broadcasting Service (PBS), no final de 1970. O Workshop foi realizado formalmente incorporada em 1970. Gerald S. Lesser e Edward L. Palmer foram contratados para realizar pesquisas para a série; eles foram responsáveis pelo desenvolvimento de um sistema de planejamento, produção e avaliação, e a interação entre produtores e educadores de televisão, posteriormente denominada "modelo CTW". Eles também contrataram uma equipe de produtores e escritores. Após o sucesso inicial de Sesame Street, eles começaram a planejar sua sobrevivência contínua, que incluía a aquisição de fontes adicionais de financiamento e a criação de outras séries de televisão. O início dos anos 80 foi um período desafiador para o Workshop; a dificuldade de encontrar o público para suas outras produções e uma série de maus investimentos prejudicaram a organização até que os acordos de licenciamento estabilizassem suas receitas em 1985.
Após o sucesso inicial de Sesame Street, a CTW começou a pensar em sua sobrevivência além do desenvolvimento e da primeira temporada do programa, uma vez que suas fontes de financiamento eram compostas por organizações e instituições que tendiam a iniciar projetos, não os sustentavam. Como o financiamento do governo terminou em 1981, a CTW desenvolveu outras atividades, incluindo empreendimentos malsucedidos em programas para adultos, publicações de livros e música, coproduções internacionais, mídia interativa e novas tecnologias, acordos de licenciamento e programas para pré-escolas. Em 2005, a receita das coproduções internacionais da organização era de US $ 96 milhões. Em 2008, os Muppets de Sesame Street representavam entre 15 e 17 milhões de dólares por ano em taxas de licenciamento e merchandising. Cooney renunciou ao cargo de CEO em 1990; David Britt foi nomeado como seu substituto.
Em 5 de junho de 2000, a CTW mudou seu nome para Sesame Workshop para representar melhor suas atividades além da televisão e Gary Knell se tornou CEO. H. Melvin Ming substituiu Knell em 2011. Em 2014, Ming foi sucedido por Jeffrey D. Dunn.